# サザンヘイロー
サザンヘイロー (Southern Halo) とは、アメリカ合衆国の競走馬および種牡馬である。

## 概要
競走馬としては重賞競走こそ勝てなかったものの、種牡馬としては産駒がアルゼンチンの大レースを数々優勝し、1994年から7年連続でアルゼンチンのリーディングサイアーを獲得した。また、日本の大種牡馬サンデーサイレンスと同じ父親（ヘイロー）であることから、日本においては「南半球のサンデーサイレンス」とも呼ばれる。2009年に種牡馬引退が決定した矢先、26歳で死亡した。
また、祖国アメリカでもシャトル種牡馬として何度か供用されたことがあり、何頭かのG1競走優勝馬も出た。その中のモアザンレディが主に短距離路線で種牡馬として大きな成功を収めており、ヘイローの血をアメリカで再び広めている。

## 年度別競走成績
- 1986年（17戦4勝）
  - スワップスステークス (G1) 2着、スーパーダービー (G1) 2着など
- 1987年（7戦1勝）

## 種牡馬成績
※外国産馬はGI競走のみ記載

### 代表産駒
- 1989年産
  - ヌメラリア（Numeraria）- 亜1000ギニー
  - ガッシュ（Gouache）- ブエノスアイレス市大賞
- 1990年産
  - ラコスタアズール（La Costa Azul）- 亜1000ギニー
- 1991年産
  - ロックヴィル（Rockville）- ラウルＦＭロテロSr杯
  - ウォーリー（Wally）- CEスプリント
- 1993年
  - ジュリーヘイロー（Giulie-Halo）- ヒルベルトレレナ大賞
  - サザンスプリング（Southern Spring）- 亜1000ギニー
- 1994年
  - ニューヘヴン（New Heaven）- マイプー賞、スイパチャ賞
  - ハンサムヘイロー（Handsome Halo）- モンテビデオ大賞
- 1997年産
  - モアザンレディ（More Than Ready）- キングスビショップステークス
  - ミスリンダ（Miss Linda）- スピンスターステークス、亜オークス、エンリケアセバル賞
- 1998年産
  - ペティクラブ（Petit Club）- モンテビデオ大賞、サンチャゴルーロ大賞典、カレラ・エストレージャス・ジュヴェナイル
- 2001年産
  - タイキバカラ - クリスタルカップ

### 母父としての代表産駒
- 1997年産
  - ゲルニカ（Guernika）- CEディスタフ、パレルモ賞、ミルギニーズ、亜1000ギニー
- 2006年産
  - マルペンサ（Malpensa）- ヒルベルトレレナ大賞、クリアドレス大賞、銀杯大賞
- 2013年産
  - マイネルバサラ - 浦和記念

## 血統表
| サザンヘイローの血統      | サザンヘイローの血統                                                                                     | サザンヘイローの血統                                                                                     | （血統表の出典）                                                                                         | （血統表の出典） |
| 父系                      | ヘイロー系                                                                                               | ヘイロー系                                                                                               | ヘイロー系                                                                                               | [ § 2 ]          |
| 父 Halo 1969 黒鹿毛       | 父の父Hail to Reason 1958 黒鹿毛                                                                         | Turn-to                                                                                                  | Royal Charger                                                                                            | Royal Charger    |
| 父 Halo 1969 黒鹿毛       | 父の父Hail to Reason 1958 黒鹿毛                                                                         | Turn-to                                                                                                  | Source Sucree                                                                                            |                  |
| 父 Halo 1969 黒鹿毛       | 父の父Hail to Reason 1958 黒鹿毛                                                                         | Nothirdchance                                                                                            | Blue Swords                                                                                              | Blue Swords      |
| 父 Halo 1969 黒鹿毛       | 父の父Hail to Reason 1958 黒鹿毛                                                                         | Nothirdchance                                                                                            | Galla Colors                                                                                             |                  |
| 父 Halo 1969 黒鹿毛       | 父の母Cosmah 1953 鹿毛                                                                                   | Cosmic Bomb                                                                                              | Pharamond                                                                                                | Pharamond        |
| 父 Halo 1969 黒鹿毛       | 父の母Cosmah 1953 鹿毛                                                                                   | Cosmic Bomb                                                                                              | Banish Fear                                                                                              |                  |
| 父 Halo 1969 黒鹿毛       | 父の母Cosmah 1953 鹿毛                                                                                   | Almahmoud                                                                                                | Mahmoud                                                                                                  | Mahmoud          |
| 父 Halo 1969 黒鹿毛       | 父の母Cosmah 1953 鹿毛                                                                                   | Almahmoud                                                                                                | Arbitrator                                                                                               |                  |
| 母 Northern Sea 1974 鹿毛 | 母の父Northern Dancer 1961 鹿毛                                                                          | Nearctic                                                                                                 | Nearco                                                                                                   | Nearco           |
| 母 Northern Sea 1974 鹿毛 | 母の父Northern Dancer 1961 鹿毛                                                                          | Nearctic                                                                                                 | Lady Angela                                                                                              |                  |
| 母 Northern Sea 1974 鹿毛 | 母の父Northern Dancer 1961 鹿毛                                                                          | Natalma                                                                                                  | Native Dancer                                                                                            | Native Dancer    |
| 母 Northern Sea 1974 鹿毛 | 母の父Northern Dancer 1961 鹿毛                                                                          | Natalma                                                                                                  | Almahmoud                                                                                                |                  |
| 母 Northern Sea 1974 鹿毛 | 母の母Sea Saga 1968 栗毛                                                                                 | Sea-Bird                                                                                                 | Dan Cupid                                                                                                | Dan Cupid        |
| 母 Northern Sea 1974 鹿毛 | 母の母Sea Saga 1968 栗毛                                                                                 | Sea-Bird                                                                                                 | Sicalade                                                                                                 |                  |
| 母 Northern Sea 1974 鹿毛 | 母の母Sea Saga 1968 栗毛                                                                                 | Shama | Bold Ruler                                                                                               | Bold Ruler       |
| 母 Northern Sea 1974 鹿毛 | 母の母Sea Saga 1968 栗毛                                                                                 | Shama | Lea Lark F-No.16-g                                                                                       |                  |
| 母系(F-No.)               | 16号族(FN:16-g)                                                                                          | 16号族(FN:16-g)                                                                                          | 16号族(FN:16-g)                                                                                          | [ § 3 ]          |
| 5代内の近親交配           | Almahmoud 3×4=18.75%、Nearco 4×5=9.38%、Native Dancer 4×5=9.38%（母内）、Blue Larkspur 5×5=6.25%（父内） | Almahmoud 3×4=18.75%、Nearco 4×5=9.38%、Native Dancer 4×5=9.38%（母内）、Blue Larkspur 5×5=6.25%（父内） | Almahmoud 3×4=18.75%、Nearco 4×5=9.38%、Native Dancer 4×5=9.38%（母内）、Blue Larkspur 5×5=6.25%（父内） | [ § 4 ]          |
| 出典                      | 1. 2. 3. 4.                                                                                              | 1. 2. 3. 4.                                                                                              | 1. 2. 3. 4.                                                                                              | 1. 2. 3. 4.      |

- 4代母Lea Larkを祖とする牝系からは他に種牡馬として成功したミスワキが出ている。
- 半妹Northern Pageantの子孫にケイアイレオーネ（兵庫ジュニアグランプリ、シリウスステークス）、ウィッシュハピネス（エーデルワイス賞）がいる。